# Черна (Краківський повіт)
Черна (пол. Czerna) — село в Польщі, у гміні Кшешовиці Краківського повіту Малопольського воєводства.
Населення — 1248 осіб (2011).
У 1975-1998 роках село належало до Краківського воєводства.

## Демографія
Демографічна структура станом на 31 березня 2011 року:
|          | Загалом | Допрацездатний вік | Працездатний вік | Постпрацездатний вік |
| -------- | ------- | ------------------ | ---------------- | -------------------- |
| Чоловіки | 601     | 102                | 415              | 84                   |
| Жінки    | 647     | 107                | 367              | 173                  |
| Разом    | 1248    | 209                | 782              | 257                  |